# Země patří Luně
Země patří Luně (v portugalském originále O Show da Luna!; v anglickém originále Earth to Luna!) je brazilský animovaný televizní seriál cílící na děti ve věku 3–10 let. Jeho autory jsou Celia Catunda a Kiko Mistrorigo, produkční společností seriálu je TV PinGuim ve spolupráci s Discovery Kids.